# 離開地球表面世界巡迴演唱會
離開地球表面 Jump! The World 世界巡迴演唱會是臺灣樂團五月天的第六次大型演唱會，亦是他們第二次舉行的世界巡迴演唱會。2007年5月4日於香港進行首場演出。 2008年4月26日以《回到地球表面》巡迴演唱會於新加坡展開首場，為離開地球表面演唱會之升級版。

## 製作
主辦單位
- 相信音樂

製作單位
- 必應創造

演出人員
- 五月天（阿信、怪獸、瑪莎、石頭、冠佑）

幕後人員
- 製作總監：周佑洋（洋公，必應創造）
- 演唱會導演：丁度嵐（BABOO）
- 節目編排監督：黃士

## 曲序
以下列表僅以2007年7月20日台灣台北場表演的曲目為代表，具體曲目在其他各場次可能出現變化。
1. 武裝
2. 香水
3. 風若吹
4. 軋車
5. 為愛而生
6. 晚安 地球人+瘋狂世界
7. 抓狂
8. 雌雄同體
9. 離開地球表面
10. 透露
11. I Love You 無望
12. 天使
13. 摩托車日記
14. 孫悟空
15. 阿姆斯壯
16. 約翰藍儂
17. 我
18. 垃圾車
19. 寵上天
20. 知足
21. 擁抱 (with陳綺貞)
22. 私奔到月球 (with陳綺貞)
23. 愛的代價 (瑪莎 Piano solo)
24. 瑪莎的小事 (瑪莎 Piano solo)
25. 最重要的小事
26. 我又初戀了
27. 戀愛ING
28. 終結孤單
29. 志明與春嬌
30. 溫柔（還你自由版）
31. 憨人
32. 人生海海

安可曲
1. Paradise+倔強

以下列表僅以2008年4月26日新加坡場表演的曲目為代表，具體曲目在其他各場次可能出現變化。
1. 抓狂
2. 香水
3. 叫我第一名
4. 為愛而生
5. 一千個世紀
6. 雌雄同體
7. 愛情萬歲
8. 離開地球表面
9. 生命有一種絕對
10. 孫悟空
11. 小太陽
12. 恆星的恆心
13. 九號球
14. 離家出走
15. 闖
16. 生活
17. 垃圾車
18. 愛情的模樣
19. 咿呀呀 (石頭 solo)
20. 最重要的小事
21. 我又初戀了
22. 戀愛ING
23. 終結孤單
24. 洋蔥
25. 軋車
26. 溫柔(還你自由版)
27. 倔強
28. 人生海海

安可曲
1. 天使
2. 知足
3. 離開地球表面(電音版)

## 巡演場次
| 場次         | 日期           | 城市         | 國家/地區    | 場地                                | 表演嘉賓     |
| 離開地球表面 | 離開地球表面   | 離開地球表面 | 離開地球表面 | 離開地球表面                        | 離開地球表面 |
| ------------ | -------------- | ------------ | ------------ | ----------------------------------- | ------------ |
| 1            | 2007年5月4日   | 香港         | 香港         | 香港體育館                          |              |
| 2            | 2007年5月5日   |              |              | 香港體育館                          |              |
| 3            | 2007年5月19日  | 廈門         | 中國大陸     | 集美嘉庚體育館                      |              |
| 4            | 2007年6月2日   | 新加坡       | 新加坡       | 新加坡博覽中心                      |              |
| 5            | 2007年7月7日   | 廣州         | 中國大陸     | 天河體育中心體育館                  | 黃家強       |
| 6            | 2007年7月20日  | 台北市       | 臺灣         | 臺北小巨蛋                          | 陳綺貞       |
| 7            | 2007年7月21日  | 台北市       | 臺灣         | 臺北小巨蛋                          | 梁靜茹       |
| 8            | 2007年7月22日  | 台北市       | 臺灣         | 臺北小巨蛋                          | 張惠妹       |
| 9            | 2007年8月4日   | 北京         | 中國大陸     | 北京展覽館                          |              |
| 10           | 2007年8月5日   | 北京         | 中國大陸     | 北京展覽館                          |              |
| 11           | 2007年8月24日  | 多倫多       | 加拿大       | Harbourfront Centre                 |              |
| 12           | 2007年8月26日  | 洛杉磯       | 美國         | 圣殿剧院                            |              |
| 13           | 2007年9月1日   | 溫哥華       | 加拿大       | Plaza of Nations                    |              |
| 14           | 2007年9月30日  | 長沙         | 中國大陸     | 湖南國際會展中心                    | 梁靜茹       |
| 15           | 2007年10月7日  | 東京         | 日本         | Zepp Tokyo                          |              |
| 16           | 2007年10月13日 | 成都         | 中國大陸     | 四川省體育館                        |              |
| 17           | 2007年10月20日 | 上海         | 中國大陸     | 上海體育場                          | 陳綺貞       |
| 18           | 2007年12月15日 | 天津         | 中國大陸     | 天津體育中心體育館                  |              |
| 19           | 2008年4月19日  | 雲頂         | 馬來西亞     | 雲頂高原                            |              |
| 回到地球表面 |                |              |              |                                     |              |
| 20           | 2008年4月26日  | 新加坡       | 新加坡       | 新加坡室內體育館                    |              |
| 21           | 2008年4月30日  | 上海         | 中國大陸     | 上海體育場                          |              |
| 22           | 2008年5月17日  | 台中市       | 臺灣         | 國立台灣體育運動大學 台中校址田徑場 | 品冠         |
| 23           | 2008年5月31日  | 香港         | 香港         | 亞洲國際博覽館                      | 品冠         |

## 相關影音
| 發行日期      | 名稱                                      | 類型          |
| ------------- | ----------------------------------------- | ------------- |
| 2007年7月20日 | 離開地球表面JUMP THE WORLD! 2007 極限大碟 | 演唱會影音DVD |